# Кутуля Лідія Антонівна
Кутуля Лідія Антонівна (нар. 28 січня 1939, Савинці, Миргородський р-н, Полтавська область — 24 травня 2010, Харків) — радянська та українська вчена-хімік, доктор хімічних наук (1993)..

## Біографія
Кутуля Лідія Антонівна закінчила Харківський університет у 1961 р., в якому почала працювати. Протягом 1972—2010 рр. працювала у Науково-технологічний концерні «Інститут монокристалів» НАН України (м. Харків): з 1996 р. — завідувач відділу сегнетоелектричних рідких кристалів, з 2005 р. — завідувач відділу оптично активних органічних сполук.

## Наукові дослідження
Основний напрям — рідкокристалічні матеріали для електрооптичних засобів відображення інформації; розроблення хіральних органічних сполук для рідкокристалічних композитів.

## Основні наукові праці
- Проблемы органической химии (Строение, спектрально-люминесцентные и фотохимические свойства ненасыщенных кетонов и 2-пиразолинов). Х., 1989 (співавт.);
- Хиральные органические соединения в жидкокристаллических системах с индуцированной спиральной структурой // Функционал. материалы для науки и техники. Х., 2001;
- Влияние молекулярных конформаций на мезоморфизм и закручивающие свойства в мезофазах про¬изводных хиральных циклогексанонов // Журн. структур. химии. 2004. Т. 45, № 3 (співавт.).